# مشرق
مشرق قرية سعودية، تتبع مركز الشرع التابع لمحافظة الكامل في منطقة مكة المكرمة.

## الوصف
تبعد القرية عن المركز 15 كم بإتجاه الجنوب الغربي، نوع الطريق وعر. أقرب مدينة أو قرية بها هو مركز صحة الشرع (حرة ذرة) التي تبعد عنها 15 كم. خدمات التعليم: مدرسة مشرق بذرا الابتدائية ومدرسة مشرق بذرا المتوسطة ومدرسة مشرق بذرا الثانوية (بنين).